# Байрамов Муса Худа Керім огли
Муса Худа Керім огли Байрамов (10 жовтня 1901, село Кюрддерлі (Куртарли) Зангезурського повіту Єлизаветпольської губернії, тепер Вірменія — 5 жовтня 1998, місто Баку, Азербайджан) — азербайджанський радянський діяч, нафтовик, завідувач нафтопромислу № 8 об'єднання «Азнафта». Депутат Верховної ради СРСР 4-го скликання. Депутат Верховної ради Азербайджанської РСР. Герой Соціалістичної Праці (19.03.1959).

## Життєпис
Народився в селянській родині, батько працював робітником Кафанського мідного рудника. У 1905 році мати і батько були вбиті вірменськими дашнаками. З дитячих років Муса виховувався в родині старшого брата.
З 1916 року проживав у Зангелані та Агдамі, наймитував у заможних селян. У 1918 році переїхав до міста Баку, працював на нафтових промислах у Балаханах.
Учасник окупації міста Баку Червоною армією в квітні 1920 року, один із перших встановлював червоні прапори над містом. З 1921 по 1923 рік служив у Червоній армії, навчався на освітніх курсах та в школі молодших командирів РСЧА.
Після демобілізації закінчив профтехкурси та радянсько-партійну школу.
У 1924—1930 роках — тартальщик на 3-му нафтовому промислі Балаханського родовища біля Баку. Обирався головою промислового комітету Балаханського району, працював інструктором районного комітету профспілки нафтовиків.
Член ВКП(б) з 1927 року.
З 1930 року — помічник начальника другого цеху із праці, інженер цеху експлуатації нафтопромислів Ленінського району міста Баку Азербайджанської РСР.
У 1933—1937 роках — студент Азербайджанської промислової академії імені Кірова.
У 1937—1941 роках — завідувач нафтопромислу № 7, завідувач нафтопромислу № 4 тресту «Леніннафта» об'єднання «Азнафта» Ленінського району Баку.
У 1941 році був мобілізований до Червоної армії. Після повернення із РСЧА працював старшим майстром із видобутку нафти нафтопромислу № 6 тресту «Леніннафта» об'єднання «Азнафта» Ленінського району Баку.
З квітня 1942 по 1945 рік — завідувач нафтопромислу № 8 тресту «Леніннафта» об'єднання «Азнафта».
У 1945—1947 роках — заступник керуючого тресту «Леніннафта» об'єднання «Азнафта» в місті Баку.
З 1947 року — завідувач нафтопромислу № 8 тресту (управління) «Леніннафта» об'єднання «Азнафта», начальник районної інженерно-технологічної служби, начальник цеху з видобутку нафти і газу управління «Леніннафта» об'єднання «Азнафта».
Указом Президії Верховної ради СРСР від 19 березня 1959 року за визначні успіхи, досягнуті у справі розвитку нафтової та газової промисловості Байрамову Мусі Худа Керім огли присвоєно звання Героя Соціалістичної Праці з врученням ордена Леніна та золотої медалі «Серп і Молот».
З 1971 року працював начальником відділу інженерно-технологічної служби 8-го району нафтогазовидобувного управління «Леніннафта» об'єднання «Азнафта».
З 1978 року — персональний пенсіонер у Баку.
Помер 5 жовтня 1998 року в місті Баку.

## Звання
- гірничий директор І-го рангу

## Нагороди
- Герой Соціалістичної Праці (19.03.1959)
- три ордени Леніна (8.05.1948, 6.10.1952, 19.03.1959)
- орден Жовтневої Революції (1.03.1976)
- медаль «За трудову доблесть» (30.03.1971)
- медаль «За трудову відзнаку» (24.01.1944)
- медаль «За оборону Кавказу»
- медаль «За доблесну працю у Великій Вітчизняній війні 1941—1945 рр.»
- медалі
- майстер нафти Азербайджанської РСР (1964)
- Почесний громадянин міста Баку